# Безуглова, Олеся Павловна
Оле́ся Па́вловна Безу́глова (17 декабря 2003) — российская спортсменка, борец вольного стиля. Чемпионка России и Игр стран БРИКС.

## Биография
Олеся Безуглова родилась 17 декабря 2003 года.
Учится в Университете имени Лесгафта.

### Спортивная карьера
Воспитанница спортивной школы олимпийского резерва № 9 Липецка. Тренируется под руководством Сергея Яковлева. Также занимается в училище олимпийского резерва № 1 Санкт-Петербурга. Выступает в весовой категории до 72 кг.
В 2022 году получила звание «Мастер спорта России».
В 2024 году стала бронзовым призёром Кубка памяти Ивана Ярыгина, чемпионкой России, бронзовым призёром чемпионата Европы среди молодёжи и чемпионкой Игр стран БРИКС.

## Спортивные достижения
- Кубок памяти Ивана Ярыгина —
- Чемпионат России по женской борьбе 2024 —
- Чемпионат Европы по борьбе среди спортсменов до 23 лет 2024 —
- Игры стран БРИКС 2024 —
- Чемпионат России по женской борьбе 2025 — ;